# Ascurra
Ascurra este un oraș în Santa Catarina (SC), Brazilia. 